# Erannis fuscata
Erannis fuscata är en fjärilsart som beskrevs av Haverkampf 1906. Erannis fuscata ingår i släktet Erannis och familjen mätare. Inga underarter finns listade i Catalogue of Life.